# Tour de la province de Namur
Le Tour de la province de Namur est une course cycliste par étapes belge. Il a été créé par le groupe de presse Vers l'Avenir en 1948.
L'édition 2020 est annulée en raison du contexte sanitaire lié à la pandémie de Covid-19,.

## Palmarès
| Année | Vainqueur,                    | Deuxième                  | Troisième               |
| ----- | ----------------------------- | ------------------------- | ----------------------- |
| 1948  | Roger Wilmot Edmond De Backer | Jean Borcy                |                         |
| 1949  | Ernest Albert                 | Richard Van Genechten     | Léon Vandenberghe       |
| 1950  | Désiré De Proot               | Marcel Tréfois            | Ernest De Backer        |
| 1951  | Robert Grondelaers            | Lucien Victor             | Marcel Tréfois          |
| 1952  | Karel Clerckx                 | Paul Depaepe Jean Moxhet  |                         |
| 1953  | François Jennes               | Cyrille Vandorpe          | Edgard Vandercasseyen   |
| 1954  | Jules Mans                    | Marcel Tréfois            | Flory Ongenae           |
| 1955  | Marcel Tréfois                | Jean-Baptiste Blavier     | Vital Lavis             |
| 1956  | Roger Soenens                 | Gilbert Viscardy          | Valère Paulissen (de)   |
| 1957  | Henri De Wolf                 | Jacques Vranken           | Thadeus Wierucki        |
| 1958  | Marcel Blavier                | Jean-Marie Van Lippevelde | Robert Duveau           |
| 1959  | Désiré Cartigny               | Louis Geris               | Roger Walravens         |
| 1960  | André Durnez                  | Antonio Conti             | Ferdinand Geelen        |
| 1961  | Auguste Hoefkens              | Étienne Thomaes           | Roger Coopmans          |
| 1962  | Willy Monty                   | Jean-Baptiste Blavier     | Albert Kesters          |
| 1963  | Roger Engelen                 | Armand Van den Bempt      | José Riguelle           |
| 1964  | Bernard Guyot                 | Willy Van Neste           | Jan Put                 |
| 1965  | Willy Van Neste               | Jean Monteyne             | Wilfried David          |
| 1966  | Evert Dolman                  | Harry Steevens            | Rini Wagtmans           |
| 1967  | Jos De Schoenmaecker          | Peter Buckley             | Rini Wagtmans           |
| 1968  | Jos De Schoenmaecker          | Francis Yppersiel         | Marc Sohet              |
| 1969  | Frans Kerremans               | Maurice Eyers             | Julien Van Geebergen    |
| 1970  | André Doyen                   | Luc Van Goidsenhoven      | August Herijgers        |
| 1971  | Rudi Rijpens                  | August Herijgers          | Gaetano Juliano         |
| 1972  | Valeri Likhatchev             | Ivan Trifonov             | Vikenti Basko           |
| 1973  | Jacques Martin                | Eddy Van Hoof             | Francis Deminne         |
| 1974  | Henk Smits                    | Willy Vanden Ouweland     | Pierre Sonnet           |
| 1975  | Ferdi Van Den Haute           | Bernard Lecocq            | Francis Deminne         |
| 1976  | Fons De Wolf                  | Henk Lubberding           | Frank Hoste             |
| 1977  | Eddy Schepers                 | Christian Dumont          | Guus Bierings (nl)      |
| 1978  | Roger De Cnijf                | Dirk Vandewalle           | Jean-Marie Wampers      |
| 1979  | Etienne De Wilde              | Francois De Decker        | Erich Richter           |
| 1980  | John van Asten                | Gerrit Solleveld          | Ad Polak                |
| 1981  | Ludo De Keulenaer             | Thierry Septon            | Alain Jamart            |
| 1982  | Luc Branckaerts               | Michel Dernies            | Peter Schroen (nl)      |
| 1983  | Victor Buisman                | Luc Branckaerts           | Erik Stöcklin           |
| 1984  | Éric Verweire                 | Luc Ronsse                | Jean-Marie Michotte     |
| 1985  | Peter Roes                    | Jan De Keyser             | Alain Lefever           |
| 1986  | Patrick Steeno                | Frédéric Selvais          | Luc Ronsse              |
| 1987  | Jean-Paul Ven Der Straeten    | Éric Boucher              | Guy Rooms               |
| 1988  | Wim Verbeeck                  | Éric Verweire             | Marc Vrindts            |
| 1989  | Wim Sels                      | Pierre Herinne (nl)       | Marc Vrindts            |
| 1990  | Sylvain Miel                  | Hervé Meyvisch            | Diederik Kempers        |
| 1991  | Denis Minet                   | Kurt Van Nuffel           | Gino Bos                |
| 1992  | Gert Van Brabant              | Jean-Pierre Dubois        | Geert De Buck           |
| 1993  | Rik Verbrugghe                | Renaud Boxus              | Geert De Buck           |
| 1994  | Sven-Gaute Hølestøl           | Eddy Torrekens            | Marc Bouillon           |
| 1995  | Levi Leipheimer               | Christophe Leeuwerck      | Goswin Laplasse         |
| 1996  | Davy Delme                    | Danny Van Looy            | Benjamin Van Itterbeeck |
| 1997  | Peter Wuyts                   | Renaud Boxus              | Davy Daniels            |
| 1998  | Johan Van Nueten              | David Debremaeker         | Jurgen Van Roosbroeck   |
| 1999  | Geoffrey Demeyere             | Rudy Verdonck             | Oliver Penney           |
| 2000  | Sébastien Mattozza            | Matti Helminen            | Dmitriy Muravyev        |
| 2001  | Carlo Meneghetti              | Philippe Gilbert          | Andy Vanhoudt           |
| 2002  | Pieter Mertens                | Matti Helminen            | Serge Pauwels           |
| 2003  | Daniel Verelst                | Kees Jeurissen            | Frederik Veuchelen      |
| 2004  | Joseph Boulton                | Raphaël Bastin            | Kristof Vercouillie     |
| 2005  | Gianni Meersman               | Nico Kuypers              | Bjorn Hoeben            |
| 2006  | Marc Streel                   | Fredrik Johansson         | Kevyn Ista              |
| 2007  | Romain Zingle                 | Pieter Vanspeybrouck      | Geoffrey Demeyere       |
| 2008  | Jens Renders                  | Stijn Neirynck            | Eduard Bogaert          |
| 2009  | Sierk-Jan de Haan             | Dries Hollanders          | Pieter Serry            |
| 2010  | Edwig Cammaerts               | Olivier Pardini           | Niels Nachtergaele      |
| 2011  | Eliot Lietaer                 | Brecht Dhaene             | Tanner Putt             |
| 2012  | Jasper Ockeloen               | Mike Teunissen            | Dieter Bouvry           |
| 2013  | Floris De Tier                | Brecht Dhaene             | Peter Schulting         |
| 2014  | Sander Cordeel                | Axel De Corte             | Dimitri Peyskens        |
| 2015  | Jens Adams                    | Jimmy Janssens            | Benjamin Declercq       |
| 2016  | Laurens Sweeck                | Mathias Van Gompel        | Ludovic Robeet          |
| 2017  | William Elliot                | Laurens Sweeck            | Lennert Teugels         |
| 2018  | Abram Stockman                | Rob Ruijgh                | Mathijs Paasschens      |
| 2019  | Sander Elen                   | Sander De Pestel          | Ward Vanhoof            |
| 2020  | annulé                        |                           |                         |
| 2021  | Jenno Berckmoes               | Thibau Nys                | Lars van der Haar       |
| 2022  | Frank van den Broek           | Gil Gelders               | Jago Willems            |
| 2023  | Aaron Dockx                   | Pim Ronhaar               | Gerben Kuypers          |
| 2024  | Matys Grisel                  | Michiel Lambrecht         | Jarno Bellens           |
| 2025  | Victor Van de Putte           | David Haverdings          | Lucas Van Gils          |